# Quần đảo Natuna
Quần đảo Natuna là một chuỗi gồm 270 đảo nằm ở phía Nam Biển Đông, ở giữa bán đảo Mã Lai và đảo Borneo. Đảo lớn nhất là Natunar Besar. Hiện chủ quyền quần đảo thuộc về Indonesia. Đảo có dân số khoảng 100 nghìn người. Có nhiều tài nguyên như đánh cá, khí đốt...và một hệ sinh thái rất đa dạng.